# バルザー・ブライアン
ブライアン・ジョセフ・バルザー（Bryan Joseph Balzer, 2004年10月27日 - ）は、神奈川県横須賀市出身のプロ野球選手（投手）。右投左打。MLBのサンディエゴ・パドレス傘下所属。
日本メディアではバルザー・ブライアンの表記もみられる。

## 経歴

### プロ入り前
神奈川県横須賀市生まれ。父親が米国人、母親が日本人のハーフである。父親の仕事の都合で5歳から小学校3年生まで米国ニュージャージー州で過ごし、この間の小学1年時に現地で野球を始めた。
常総学院高等学校では当初内野手としてプレーしていたが、2年秋に監督の島田直也に強肩を見込まれ投手へ転向。3年夏時には練習試合で最速154km/hを計測しNPBやMLBのスカウトにも注目されていたが、度重なる故障もあり公式戦の登板は1イニングのみに留まった。同年の茨城大会には外野手としてベンチ入りしたが、初戦の2回戦で科技学園日立に敗れた。
敗退後にプロ志望届を提出したが、2022年のドラフト会議では指名がなかった。ドラフト会議終了後の同年11月3日には、右肘のトミー・ジョン手術を受けた。

### パドレス傘下時代
2023年2月10日、サンディエゴ・パドレスとマイナー契約を結んだことが報じられた。初年度はリハビリもあり、実戦登板がなかった。
2年目の2024年に傘下Rookie級アリゾナ・コンプレックスリーグ・パドレスでデビュー。同年は6試合に登板し防御率6.43の成績を残した。シーズン終了後にはその能力が評価され、野球日本代表の井端弘和監督が2026年のWBC日本代表にリストアップしている旨を示唆した。
3年目の2025年に既に100マイルを計測。平均96マイルを投げる。1Aで週に一度の登板をこなしている。

## 選手としての特徴・人物
最速157km/hの直球が武器。遠投115m、50m走のタイムは6秒4と高い身体能力を誇る。
父は大学まで野球経験があり、母もソフトボール選手。